# Maria La Roche
Maria La Roche (* 7. April 1870 in Ziefen; † 16. Juli 1952 in Riehen) war eine Schweizer Malerin und Illustratorin.

## Werdegang

Plakat von Maria La Roche, 1930er Jahre

Maria La Roche wurde als Tochter des Emanuel La Roche 1870 in Ziefen geboren. Ihr Vater war Pfarrer und späterer Konservator der öffentlichen Kunstsammlung Basel. Ihr Bruder war Emanuel La Roche. 1871 übersiedelte die Familie nach Basel. Maria La Roche besuchte dort die Gewerbeschule und war Privatschülerin beim Maler Fritz Schider. Von 1893 bis 1895 lernte sie in Dresden bei Johann Ernst Sattler und Carl Ludwig Noah Bantzer. Von 1895 bis 1897 erhielt sie Unterricht bei Hans Thoma in Frankfurt am Main und schloss Freundschaft mit seiner Familie. Von 1901 bis 1903 lebte sie in Paris. 1904 folgte ein Englandaufenthalt. 
Ab 1904 war Marie La Roche Mitglied der Vereinigung der Schweizer Grafikkünstler «Die Walze». 1905 besuchte sie in Karlsruhe die Radierschule von Walter Conz. Von 1906 bis 1907 war sie Schülerin von Hans Karl Eduard von Berlepsch-Valendas in München. Von 1907 bis 1914 führte sie ein eigenes Atelier. Ab 1914 hielt sich La Roche meist in Basel auf. Unterbrochen wurde es von einem Auslandsaufenthalt in Paris von 1924 bis 1925 sowie drei Jahren von 1927 bis 1930 in Zürich.
Sie fertigte u. a. Pflanzenbilder, Buchillustrationen, Stadtansichten, Plakate und Exlibris an.